# 涅槃寂静
涅槃寂静（ねはんじゃくじょう, 梵: śāntaṃ nirvāṇaṃ）は、仏教用語で、煩悩の炎の吹き消された悟りの世界（涅槃）は、静やかな安らぎの境地（寂静）であるということを指す。涅槃寂静は三法印・四法印の一つとして、仏教が他の教えと根本的に異なることを示す。
この言葉は、『雑阿含経』などには、涅槃寂滅、『大智度論』には涅槃実法印などと出てくる。「涅槃寂静」という用語が登場するのは、『瑜伽師地論』である。

## 概説
『大般涅槃経』においては、この娑婆世界の無常・無我を離れたところに、真の「常楽我浄」があるとする。

## 数の単位として
涅槃寂静は一部の資料で10のマイナス24乗や10のマイナス26乗として記載され、NHKの番組、にほんごであそぼで放送された曲、『1より小さい数』でも紹介されていたが、これらは出典が不明である。これは10のマイナス22乗とされる阿頼耶、10のマイナス23乗とされる阿摩羅でも言える。